# Championnat du monde de roller in line hockey féminin FIRS 2009
Navigation
Championnat du monde 2008 Championnat du monde 2010
L'édition 2009 du championnat du monde de roller in line hockey, s'est déroulé du 29 juin au 4 juillet 2009, à Varèse en Italie et fut la 8e édition organisée par la Fédération internationale de roller sports.

## Équipes engagées
| Groupe A                                     | Groupe B                                         |  |
| -------------------------------------------- | ------------------------------------------------ |  |
| - États-Unis - Canada - Australie - Finlande | - République tchèque - France - Espagne - Italie |  |

## Formule
Deux poules sont constituées (A et B), les équipes affrontent une fois chaque adversaire de leur poule. Les deux premières équipes de chaque poule continuent leur parcours dans des phases finales (quarts, demis et finale) en match à élimination directe.

## Phase préliminaire

### Poule A
|     | Équipe             | Pts | G | P | N | B+ | B- | GA |
| --- | ------------------ | --- | - | - | - | -- | -- | -- |
| 1er | République tchèque | 6   | 3 | 0 | 0 | 12 | 6  | 6  |
| 2e  | France             | 3   | 2 | 1 | 0 | 5  | 6  | -1 |
| 3e  | Italie             | 3   | 2 | 1 | 0 | 4  | 7  | -3 |
| 4e  | Espagne            | 3   | 2 | 1 | 0 | 7  | 9  | -2 |

### Poule B
|     | Équipe     | Pts | G | P | N | B+ | B- | GA  |
| --- | ---------- | --- | - | - | - | -- | -- | --- |
| 1er | États-Unis | 6   | 3 | 0 | 0 | 20 | 5  | +15 |
| 2e  | Canada     | 4   | 2 | 1 | 0 | 29 | 10 | +19 |
| 3e  | Finlande   | 2   | 1 | 2 | 0 | 13 | 23 | -10 |
| 4e  | Australie  | 0   | 0 | 3 | 0 | 3  | 27 | -24 |

## Série
|  | Quarts de finale   | Quarts de finale  |                    |                   | Demi-finales           | Demi-finales           |   |  | Finale            | Finale            |
|  | Quarts de finale   | Quarts de finale  |                    |                   | Demi-finales           | Demi-finales           |   |  | Finale            | Finale            |
|  |                    |                   |                    |                   |                        |                        |   |  |                   |                   |
|  | 2 juillet - 08:30  | 2 juillet - 08:30 |                    |                   | 3 juillet - 18:00      | 3 juillet - 18:00      |   |  | 4 juillet - 16:00 | 4 juillet - 16:00 |
|  | 2 juillet - 08:30  | 2 juillet - 08:30 |                    |                   | 3 juillet - 18:00      | 3 juillet - 18:00      |   |  | 4 juillet - 16:00 | 4 juillet - 16:00 |
|  | République tchèque | 7                 |                    |                   | 3 juillet - 18:00      | 3 juillet - 18:00      |   |  | 4 juillet - 16:00 | 4 juillet - 16:00 |
|  | République tchèque | 7                 |                    |                   | 3 juillet - 18:00      | 3 juillet - 18:00      |   |  | 4 juillet - 16:00 | 4 juillet - 16:00 |
|  | Australie          | 1                 |                    |                   | 3 juillet - 18:00      | 3 juillet - 18:00      |   |  | 4 juillet - 16:00 | 4 juillet - 16:00 |
|  | Australie          | 1                 | République tchèque | 5                 |                        |                        |   |  | 4 juillet - 16:00 | 4 juillet - 16:00 |
|  | 2 juillet - 13:00  |                   | République tchèque | 5                 |                        |                        |   |  | 4 juillet - 16:00 | 4 juillet - 16:00 |
|  |                    | Canada            | 4                  |                   |                        |                        |   |  | 4 juillet - 16:00 | 4 juillet - 16:00 |
|  | Canada             | Canada            | 4                  | 6                 |                        |                        |   |  | 4 juillet - 16:00 | 4 juillet - 16:00 |
|  | Canada             |                   |                    | 6                 |                        |                        |   |  | 4 juillet - 16:00 | 4 juillet - 16:00 |
|  | Italie             | 0                 |                    |                   |                        |                        |   |  | 4 juillet - 16:00 | 4 juillet - 16:00 |
|  | Italie             | 0                 | République tchèque | 1                 |                        |                        |   |  |                   |                   |
|  | 2 juillet - 10:00  |                   | République tchèque | 1                 |                        |                        |   |  |                   |                   |
|  |                    | États-Unis        | 3                  |                   |                        |                        |   |  |                   |                   |
|  | États-Unis         | États-Unis        | 3                  | 3                 |                        |                        |   |  |                   |                   |
|  | États-Unis         | 3 juillet - 19:30 |                    | 3                 |                        |                        |   |  |                   |                   |
|  | Espagne            | 0                 |                    |                   |                        |                        |   |  |                   |                   |
|  | Espagne            | 0                 | États-Unis         | 1                 |                        |                        |   |  |                   |                   |
|  | 2 juillet - 11:30  | 2 juillet - 11:30 | États-Unis         | 1                 | Match pour la 3e place | Match pour la 3e place |   |  |                   |                   |
|  | 2 juillet - 11:30  | 2 juillet - 11:30 |                    | France            | Match pour la 3e place | Match pour la 3e place | 0 |  |                   |                   |
|  | France             | 2 ap              | 4 juillet - 14:30  | 4 juillet - 14:30 |                        |                        | 0 |  |                   |                   |
|  | France             | 2 ap              | 4 juillet - 14:30  | 4 juillet - 14:30 |                        |                        |   |  |                   |                   |
|  | Finlande           | 1                 |                    | Canada            | 6                      |                        |   |  |                   |                   |
|  | Finlande           | 1                 |                    | Canada            | 6                      |                        |   |  |                   |                   |
|  |                    |                   |                    |                   |                        |                        |   |  | France            | 1                 |
|  |                    |                   |                    |                   |                        |                        |   |  | France            | 1                 |

## Matchs de classement
| 3 juillet 2009 | Australie | 2-1 | Italie |  |

| Feuille de match | Feuille de match | Feuille de match | Feuille de match | Feuille de match |
| ---------------- | ---------------- | ---------------- | ---------------- | ---------------- |
|                  |                  |                  |                  |                  |
|                  |                  |                  |                  |                  |
|                  |                  |                  |                  |                  |
|                  |                  |                  |                  |                  |

| 3 juillet 2009 | Espagne | 2-1 | Finlande |  |

| Feuille de match | Feuille de match | Feuille de match | Feuille de match | Feuille de match |
| ---------------- | ---------------- | ---------------- | ---------------- | ---------------- |
|                  |                  |                  |                  |                  |
|                  |                  |                  |                  |                  |
|                  |                  |                  |                  |                  |
|                  |                  |                  |                  |                  |

| 4 juillet 2009 | Italie | 2-3 | Finlande |  |

| Feuille de match | Feuille de match | Feuille de match | Feuille de match | Feuille de match |
| ---------------- | ---------------- | ---------------- | ---------------- | ---------------- |
|                  |                  |                  |                  |                  |
|                  |                  |                  |                  |                  |
|                  |                  |                  |                  |                  |
|                  |                  |                  |                  |                  |

| 4 juillet 2009 | Australie | 0-2 | Espagne |  |

| Feuille de match | Feuille de match | Feuille de match | Feuille de match | Feuille de match |
| ---------------- | ---------------- | ---------------- | ---------------- | ---------------- |
|                  |                  |                  |                  |                  |
|                  |                  |                  |                  |                  |
|                  |                  |                  |                  |                  |
|                  |                  |                  |                  |                  |

## Bilan
| 1er | États-Unis         | Médaille d'or Championnat du monde      |
| 2e  | République tchèque | Médaille d'argent Championnat du monde  |
| 3e  | Canada             | Médaille de bronze Championnat du monde |
| 4e  | France             |                                         |
| 5e  | Espagne            |                                         |
| 6e  | Australie          |                                         |
| 7e  | Finlande           |                                         |
| 8e  | Italie             |                                         |